# Пенц, Георг
Георг Пенц, также Георг Пенц , или Георг Пенц (нем. Georg Pencz, Jörg Pentz, Benntz, Bentz, Jörg Benez; 1500, Нюрнберг — 11 октября 1550, Лейпциг или Бреслау) — немецкий живописец, рисовальщик и гравёр резцом по меди эпохи Северного Возрождения. Ученик и последователь А. Дюрера. Вместе с братьями Хансом Зебальдом и Бартелем Бехамам его относят к группе кляйнмайстеров («мастеров малого формата»). Он побывал в Италии, поэтому его также относят к художникам-романистам.

## Биография
Георг Пенц впервые упоминается в нюрнбергских документах 8 августа 1523 года, когда он получил гражданство города Нюрнберга (его отец не был гражданином этого города). После обучения в мастерской Дюрера в 1532 году он был официально назначен его преемником в должности городского художника Нюрнберга. В 1523—1530 годах он ставил на своих гравюрах монограмму «JB» (Jörg Benez), позднее «GP», отсюда разночтения в написании его фамилии.
Как и многие художники его времени, Георг Пенц был сторонником Реформации, но обличал «реакционную сущность лютеранства». Осенью 1524 года Георг Пенц входил в заговорщический кружок, образовавшийся вокруг реформаторского теолога Томаса Мюнцера. В это время Мюнцер хотел напечатать в Нюрнберге свою «защитную речь» против Мартина Лютера. Художники Георг Пенц, Бартель и Зебальд Бехамы, все последователи Мюнцера, должны были обеспечить поддержку «оборонительной речи» своими гравюрами. Однако их заговорщические встречи были раскрыты, и трое художников вместе с директором Нюрнбергской школы Гансом Денком, в доме которого они проходили, около 10 января 1525 года были заключены в тюрьму. Постановлением от 26 января «три безбожных художника» за свои «безбожные взгляды» и за «разжигание революционного брожения в народе» были высланы из города. 27 мая 1525 года, в день казни Томаса Мюнцера за участие в Крестьянской войне, Георг Пенц (позднее к нему присоединились братья Бехамы) удалился в Виндсхайм.
Позднее Пенц вернулся в Нюрнберг, он оставался активным политиком и до конца своей жизни тесно сотрудничал с нюрнбергским поэтом Гансом Саксом, последователем Лютера. Многие религиозные и социально-критические труды Ганса Сакса иллюстрировал Георг Пенц.
С 1526 по 1529 год Пенц находился в Италии. Там он сблизился с гравёрами мастерской Маркантонио Раймонди. В 1528 году вернулся в Германию.
18 мая 1529 года в Нюрнберге он женился на Маргарете Граф, дочери своего коллеги-художника Михаэля Графа. В семье было по меньшей мере тринадцать детей.
Около 1534 года Георг Пенц создал свою знаменитую потолочную роспись «Падение Фаэтона» в зале Хиршфогеля в Нюрнберге. Таким образом, Георг Пенц был «первым немцем, который пошёл по стопам великих итальянских муралистов».
Второе путешествие в Италию состоялось около 1539 года. В 1540 году Георг Пенц и другие «опытные итальянские художники» отвечали за приём будущего императора Фердинанда I в Нюрнберге. Город Нюрнберг хотел подготовить триумфальное шествие короля Фердинанда I «в итальянском стиле». Художественные достижения Георга Пенца, по-видимому, побудили герцога Альбрехта Прусского назначить его придворным живописцем в Кёнигсберге в сентябре 1550 года. По дороге в Восточную Пруссию Пенц, вероятно, скончался во Бреслау (или Лейпциге) в середине октября 1550 года. За исключением протокола Нюрнбергского собора от 17 октября 1550 года, все остальные источники говорят о его смерти в Бреслау. Нойдёрфер даже утверждает: «Умер во Бреслау в октябре 1550 года вместе со своим сыном Эгидиусом (который, как говорят, был неплохим художником) в один день». Это обстоятельство может указывать на несчастный случай во время путешествия в Кёнигсберг, закончившийся гибелью Георга Пенца и его сына Эгидиуса.
Самые выдающиеся работы Георга Пенца можно найти в галереях Берлина, Готы, Вены, Карлсруэ и Флоренции. В дрезденской Галерее старых мастеров хранятся три фрагмента «Поклонения волхвов». Число его гравюр достигает 126. В них влияние искусства итальянского Возрождения ощущается даже сильнее, чем в его живописи.

## Галерея

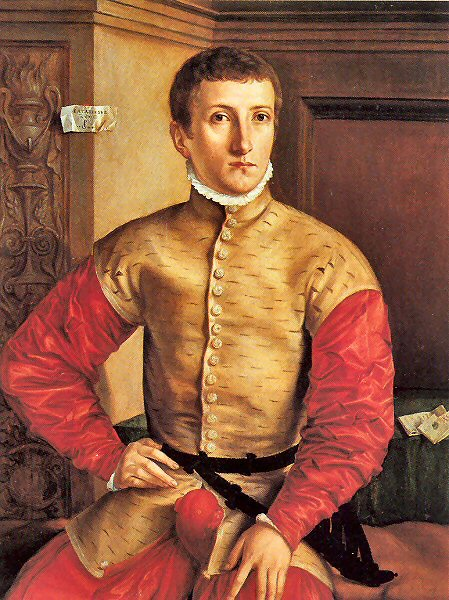
Портрет молодого человека. 1544. Дерево, масло. Уффици, Флоренция
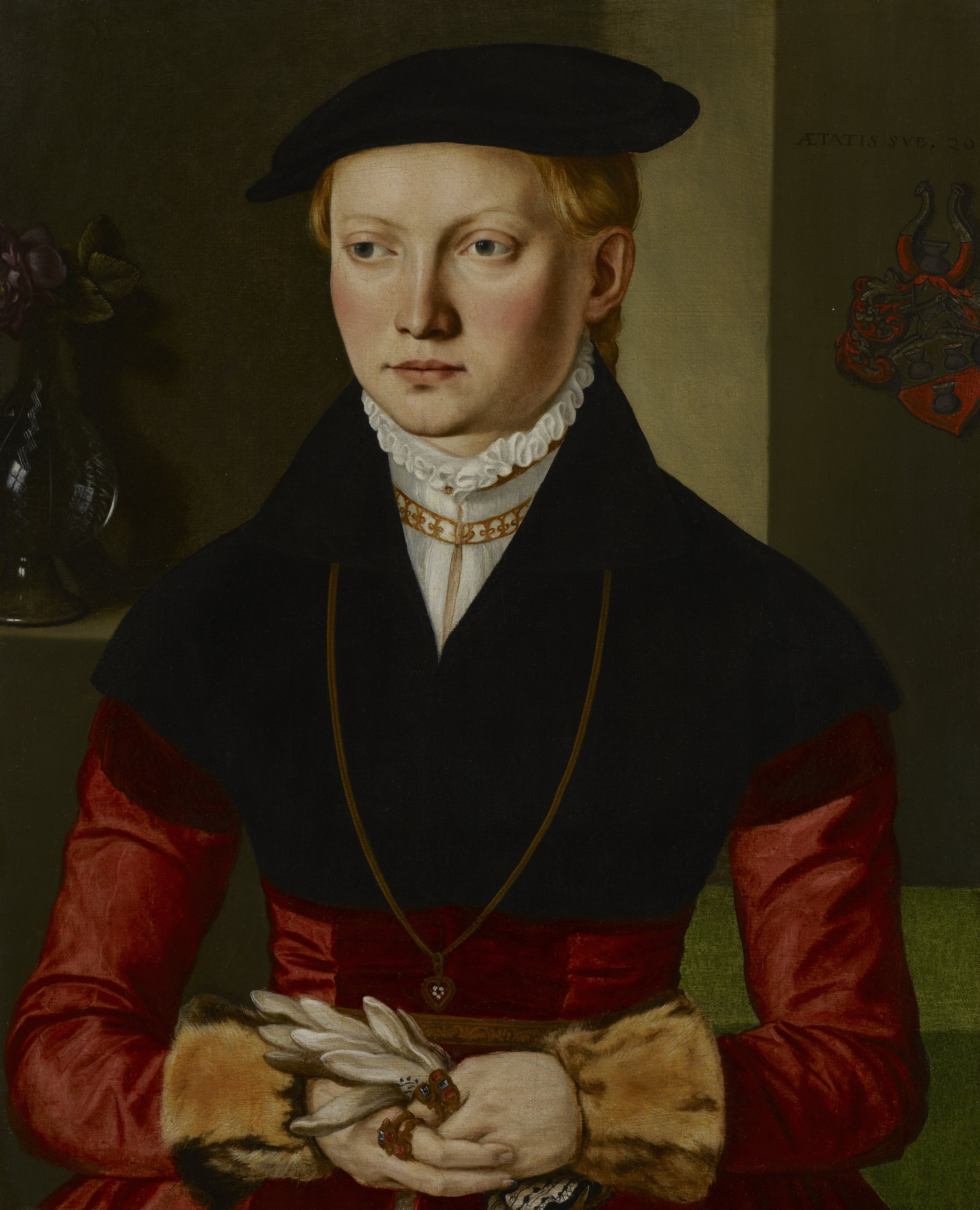
Портрет девушки. Ок. 1645. Холст, масло. Миннеаполисский институт искусства, Миннеаполис, США
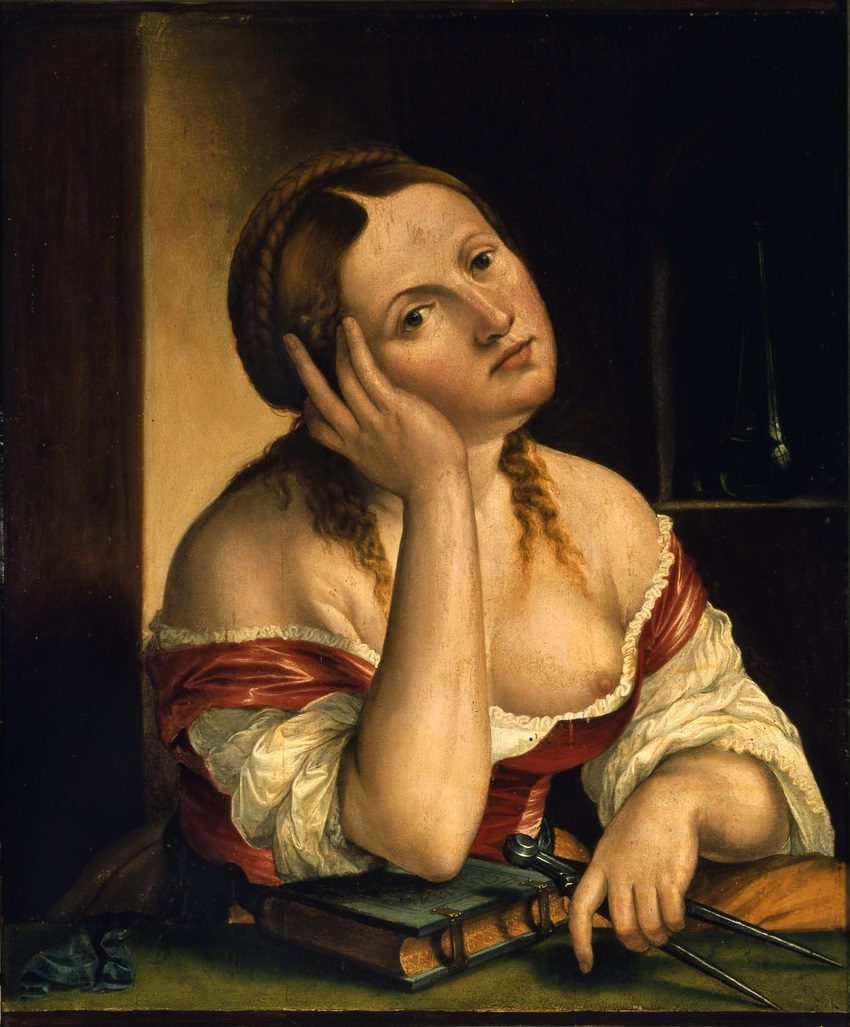
Меланхолия. 1545. Дерево, масло. Замок Вайссенштайн, Франкония
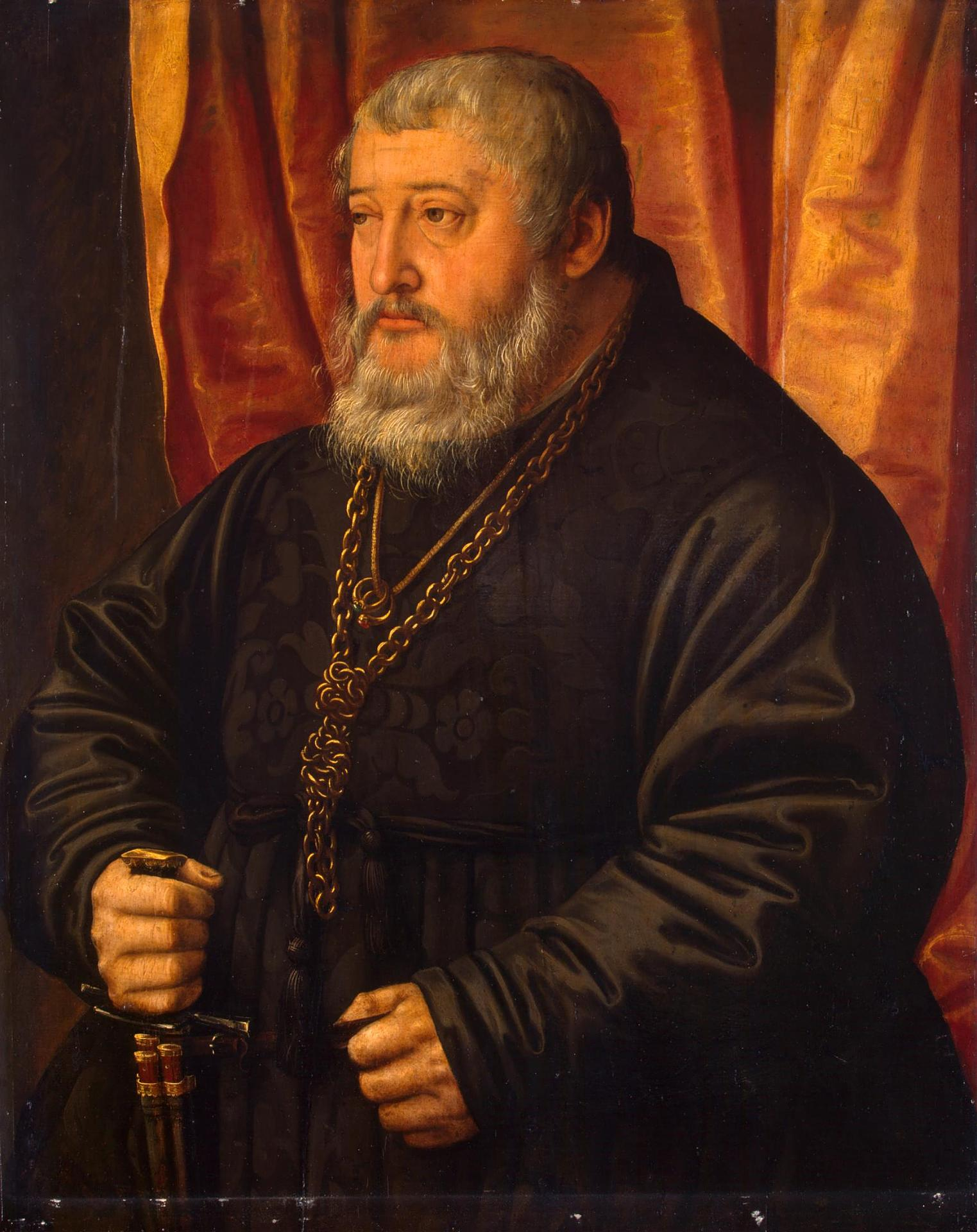
Портрет Пфальцграфа Оттгенриха Пфальцского. Ок. 1550. Дерево, масло. Государственный Эрмитаж, Санкт-Петербург
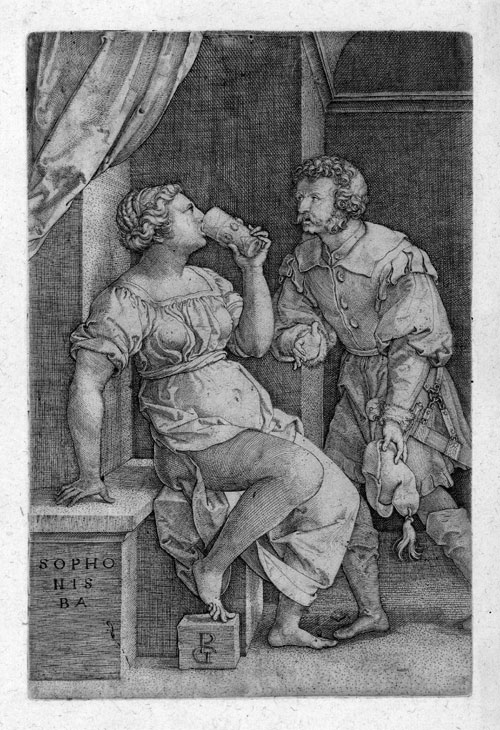
Софонисба, выпивающая яд. Гравюра резцом на меди
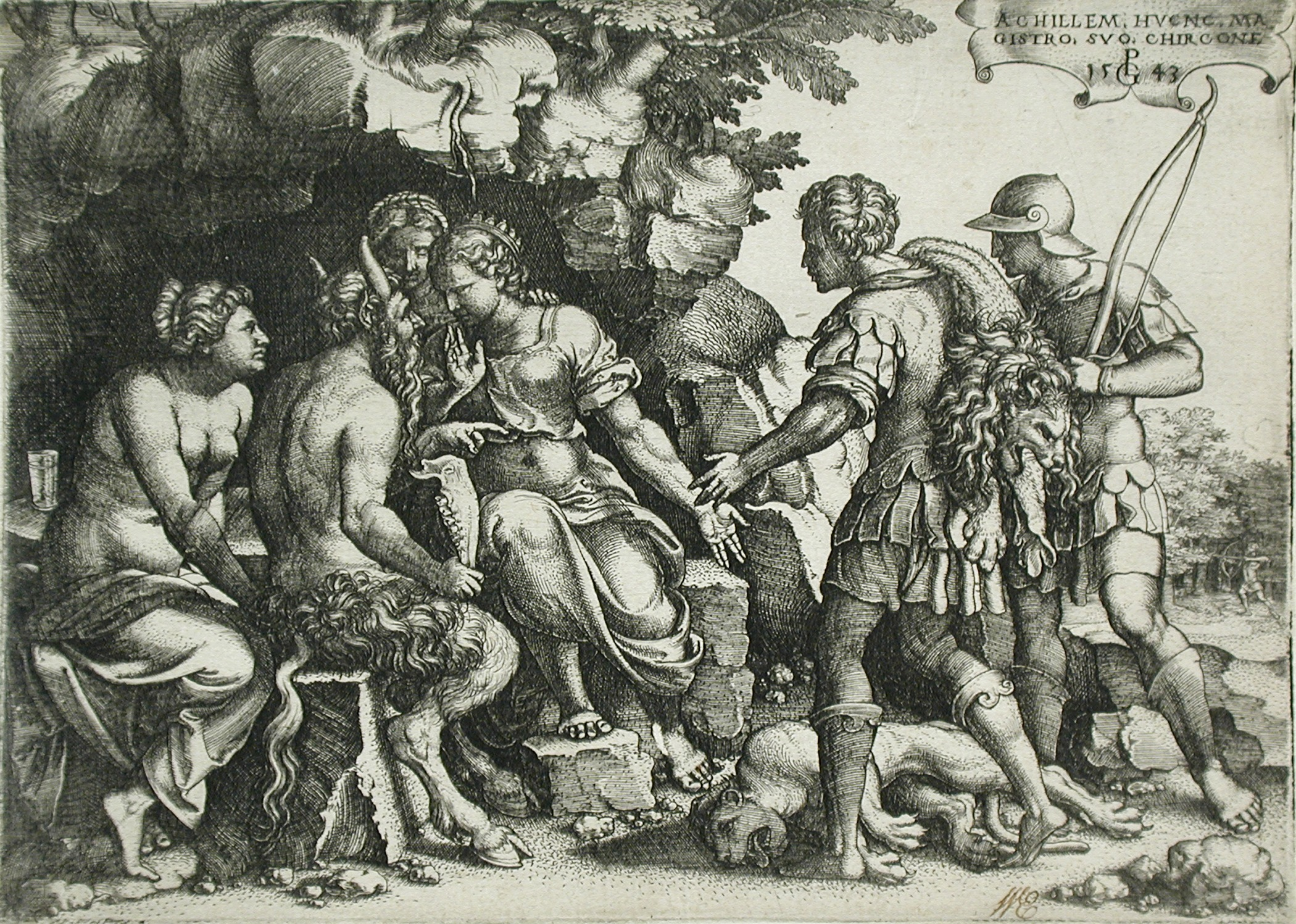
Ахиллес и Хирон. 1543. Гравюра резцом на меди
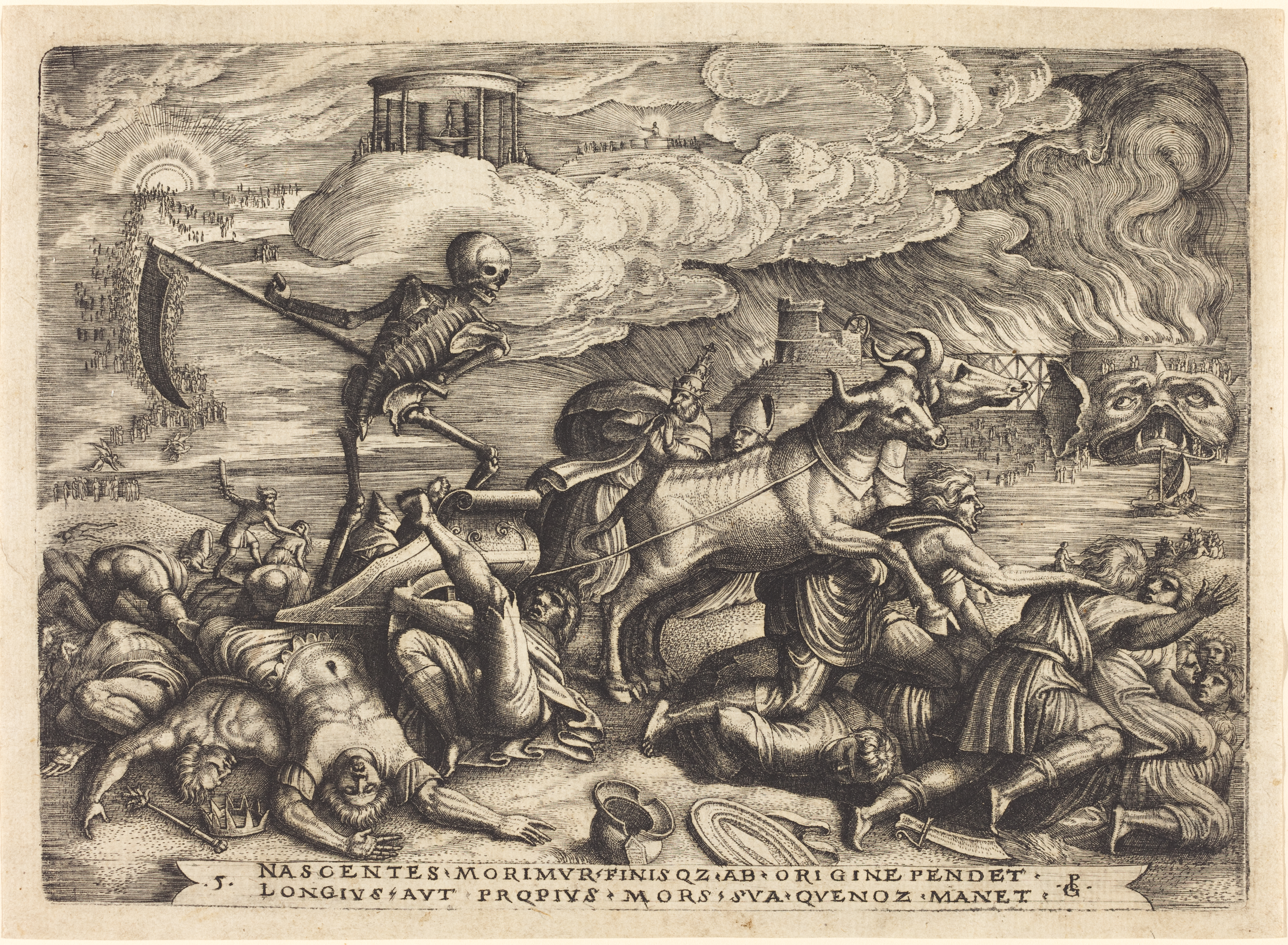
Триумф смерти. Гравюра резцом на меди
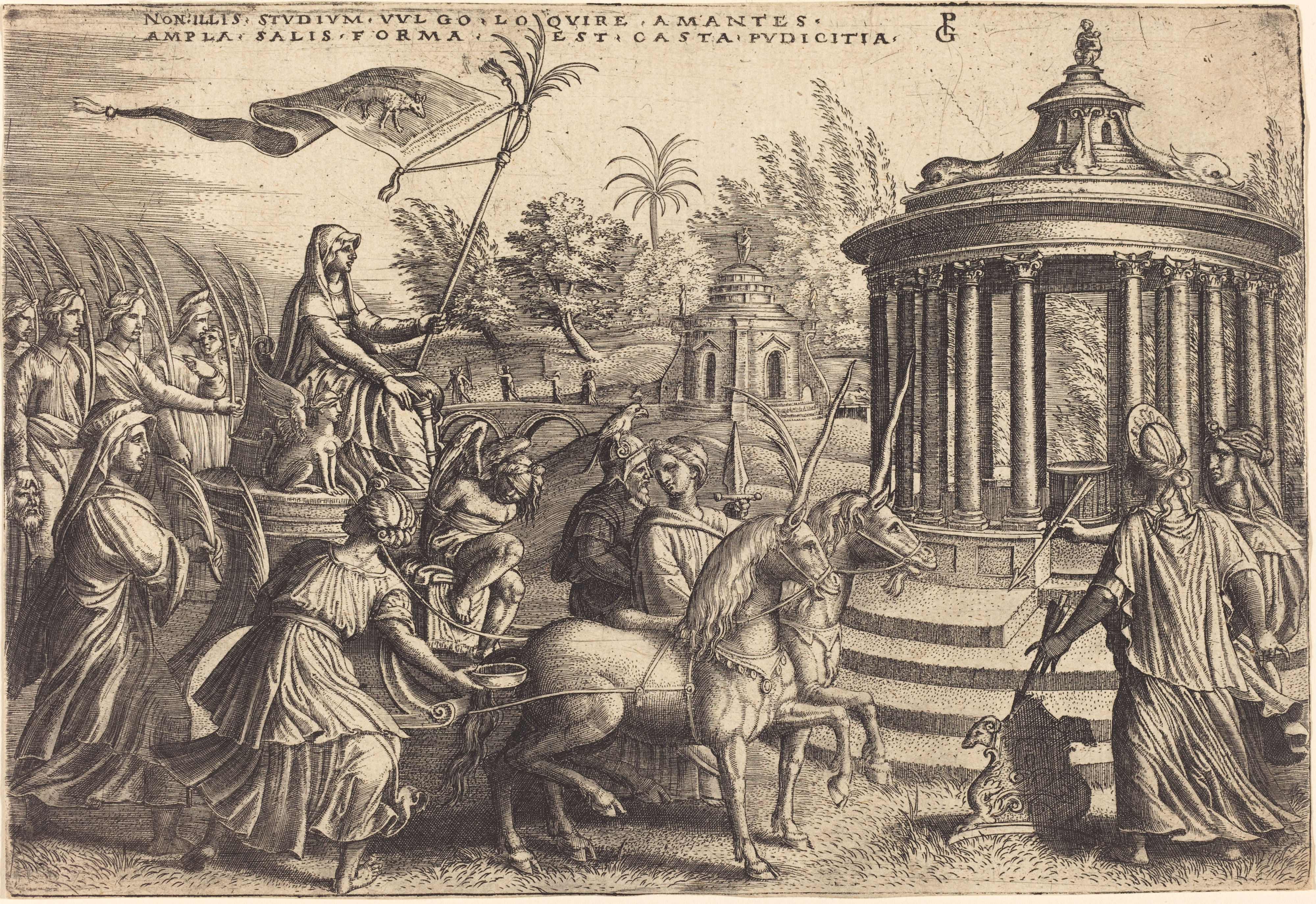
Триумф целомудрия. Гравюра резцом на меди